# Луїс Альберто Лакальє Поу
Луїс Альберто Алехандро Апарісіо Лакальє Поу (ісп. Luis Alberto Alejandro Aparicio Lacalle Pou; нар. 11 серпня 1973) — уругвайський політичний діяч, президент Уругваю (1 березня 2020-1 березня 2025), кандидат у президенти країни 2014 року. У передвиборчій кампанії 2019 року пообіцяв скоротити бюджетні витрати, знизити ціни на пальне та енергію та рішуче боротися зі злочинністю. Лакальє — син колишнього президента Уругваю Луїса Альберто Лакальє. На президентських виборах 24 листопада 2019 набрав 48,71 % голосів і переміг Даніеля Мартінеса з коаліції «Широкий фронт» різницею у 28 666 голосів.

## Ранній період життя
Народився в Монтевідео в сім'ї майбутнього президента Уругваю Луїса Альберто Лакальє де Еррера і Джулії Поу (майбутньої сенаторки і першої леді країни).
З 2000 одружений з Лорені Понсе де Леон, у пари троє дітей: Луїс Альберто, Віолета й Мануель. Початкову і середню освіту Луїс Альберто Лакальє Поу здобув у Британських школах Монтевідео, а 1998 року закінчив юридичний факультет Католицького університету Уругваю.

## Політична кар'єра
На загальних виборах 1999 Луїса Альберто Лакальє Поу обрали представником департаменту Канелонес на термін 2000–2005 до палати депутатів Уругваю. 2004 року переобраний у складі фракції ерреристів Національної партії, заснованої його прадідом Луїсом Альберто де Еррера. 2009 року переобраний втретє поспіль і перебував на посаді до 2015. Кар'єра Луїса Альберто Лакальє Поу схожа на життєвий шлях Педро Бордаберрі, також сина колишнього президента Уругваю, який пішов за своїм батьком в політику.

## 2014-й рік
30 березня 2014 Луїс Альберто Лакальє Поу висунув свою кандидатуру на пост президента. 1 червня 2014 обраний як єдиний правий кандидат від своєї партії на загальних виборах у жовтні. 30 листопада 2014 поступився в другому турі президентських виборів Табаре Васкесу.
2019 року на президентських праймериз Луїс Альберто Лакальє Поу змагався з Енріке Антією, Карлосом Яфігліолою, Хорхе Ларраньягою і з новим кандидатом Хуаном Сарторі, з яким склалися напружені стосунки. Луїс Альберто звинуватив його в поширенні неправдивих новин, за деякі з цих випадків Хуана Сарторі притягнули до відповідальності. Луїс Альберто здобув 53 % голосів і оголосив Беатріс Аргімон кандидатом на пост віцепрезидента.
24 листопада 2019 Луїс Альберто Лакальє Поу набрав 48,71 % неофіційних голосів у другому турі загальних виборів 2019 року. Його опонент, кандидат від «Широкого фронту» і колишній мер Монтевідео, Даніель Мартінес здобув 47,51 % голосів. Виборчий суд Уругваю опублікував офіційні результати 29 листопада 2019, позаяк необхідно було підрахувати точну різницю голосів між двома кандидатами, яка була мінімальною. Даніель Мартінес на той момент не поступався в президентських перегонах, але Луїс Альберто Лакальє Поу неофіційно оголосив себе переможцем, так як вже підраховані голоси ставали тенденцією. 30 листопада 2019 остаточний підрахунок голосів підтвердив, що переможцем став Луїс Альберто Лакальє Поу, який здобув 48,8 % від загального числа голосів, а Даніель Мартінес — 47,3 % голосів виборців. Після вступу на посаду став першим президентом від Національної партії, відтоді як його батько покинув пост 1995 року.

## Президентство
Лакальє вступив на посаду 1 березня 2020. Після конституційної присяги перед Генеральною Асамблеєю він разом з віцепрезидентом Беатріс Аргімон проїхав по проспекту Лібертадор на кабріолеті Ford V8 1937 року випуску, який належав його прадіду Луїсу Альберто де Еррера. Парад закінчився на площі Незалежності, де він отримав президентський пояс від президента Табаре Васкеса, термін повноважень якого добіг кінця.
Лакальє оголосив під час своєї виборчої кампанії про введення пакету урядових заходів за допомогою закону про терміновий розгляд, як прерогативу виконавчої влади в Уругваї, який дозволяє їй направити до Генеральної Асамблеї законопроєкт з безапеляційним терміном в 90 днів. Пандемія коронавіруса затримала подання законопроєкту, який офіційно потрапив на розгляд до парламенту лише 23 квітня 2020.
Лакальє оголосив про свій кабінет 16 грудня 2019, сформований виборчим альянсом «Coalición Multicolor», який складається з Національної партії, Партії Колорадо, Відкритого Кабільдо, Незалежної партії і Партії народу. Він заявив, що це буде «уряд дії», і що він хоче сформувати уряд, який «багато розмовляє з народом».

## Зовнішня політика
У перші дні президентства Лакальє Поу зовнішні відносини Уругваю істотно змінилися проти тих, які перебували у віданні Широкого фронту. Після вступу на посаду він засудив уряд Ніколаса Мадуро у Венесуелі. Лакальє також вирішив не запрошувати Ніколаса Мадуро на свою інавгурацію, крім нього не запросили президента Куби і Нікарагуа.
Уряд Лакальє ухвалив рішення про вихід Уругваю з Союзу південноамериканських націй, стверджуючи, що це сталося через те, що «це організація, яка перетворилася на ідеологічний політичний альянс усупереч цілям країни в об'єднанні». Крім того, повідомлялося, що країна повернеться до Міжамериканського договору взаємної допомоги (TIAR). Крім того повідомлялося, що уряд Лакальє підтримає Луїса Альмагро в переобранні на пост президента Організації Американських Держав.

## Пандемія коронавірусу
Пандемія COVID-19 з'явилась протягом перших днів президентства Лакальє. Перші чотири випадки, усі привізні зареєстрували 13 березня. 14 березня Лакальє вимагав скасування публічних виступів і закриття деяких громадських місць. Розпочали інформаційну кампанію, і громадянам порадили залишатися вдома. Також оголосили про двотижневе призупинення занять у державних і приватних школах16 березня Лакальє видав наказ закрити всі прикордонні переходи, крім міжнародного аеропорту Карраско. Кордон з Аргентиною закрили 17 березня опівночі.
Лакальє відмовився запроваджувати карантин, закликаючи до «свободи особистості». 8 квітня він оголосив про відновлення роботи сільських шкіл з 22 квітня. Повідомлялося також, що відкриття буде в освітніх центрах у внутрішніх районах країни, за винятком центрів Монтевідео і Канелонесу. 17 квітня Луїс Альберто Лакальє Поу повідомив, що його адміністрація вирішила створити групу, що складається з експертів, які визначать методи і дослідження для консультування уряду. Експертами будуть: математик, інженер-електрик і академік з Латиноамериканської академії наук Фернандо Паганіні, доктор Рафаель Раді, перший уругвайський вчений в Національній академії наук у Сполучених Штатах і президент Національної академії наук Уругваю, і доктор Генрі Коен, президент Національної медичної академії, що отримав звання магістра Всесвітньої гастроентерологічної організації 2019 року.
21 травня Лакальє оголосив, що заняття поновляться за три різних дні, залежно від рівня освіти. Повідомлялося також, що відвідування буде добровільним. Він заявив: «Ми повертаємося до основоположного аспекту життя, а саме до майбутнього наших дітей».
29 травня Лакальє сам, разом зі секретарем адміністрації президента, міністром національної оборони, особистим секретарем почав карантин в очікуванні тесту після контакту з директором Міністерства соціального розвитку в Рівері, який заразився COVID-19.
Через день після тестування підтвердили, що ні він, ні інші урядові чиновники не заразилися вірусом.

## Особисте життя
З 1980-х років Луїс Альберто Лакальє Поу любить займатися серфінгом. Крім того, захоплюється полюванням на диких кабанів. Одружився з Лореною Понсе де Леон 2000 року, обвінчав їх Даніель Стурла в столичному соборі Монтевідео. Мають трьох дітей: Луїса Альберто, Віолету й Мануеля.